# Kanton Gerbéviller
Gerbéviller is een voormalig kanton van het Franse departement Meurthe-et-Moselle. Het kanton maakte deel uit van het arrondissement Lunéville. Het werd opgeheven bij eceet van 26 februari 2014, met uitwerking op 22 maart 2015.Alle gemeenten werden opgenomen in het nieuwe kanton Lunéville-2.

## Gemeenten
Het kanton Gerbéviller omvatte de volgende gemeenten:
- Essey-la-Côte
- Fraimbois
- Franconville
- Gerbéviller (hoofdplaats)
- Giriviller
- Haudonville
- Lamath
- Magnières
- Mattexey
- Mont-sur-Meurthe
- Moriviller
- Moyen
- Rehainviller
- Remenoville
- Seranville
- Vallois
- Vathiménil
- Vennezey
- Xermaménil